# مدرسه بریت
مدرسه بریت یکی از مدرسه‌های هنرهای نمایشی در لندن، انگلستان با مأموریت ارائه آموزش و آموزش حرفه‌ای برای هنرهای نمایشی، موسیقی، فناوری موسیقی، تئاتر، تئاتر موسیقی، رقص، تئاتر کاربردی، هنرهای تولیدی و هنرهای خلاقانه تولید فیلم و رسانه (FMP)، طراحی دیجیتال تعاملی (IDD)، هنرهای تجسمی و طراحی (VAD) است. این مدرسه که از نظر پذیرش گزینشی است، به خاطر فارغ‌التحصیلان مشهورش قابل توجه است.